# Липучка (застібка)

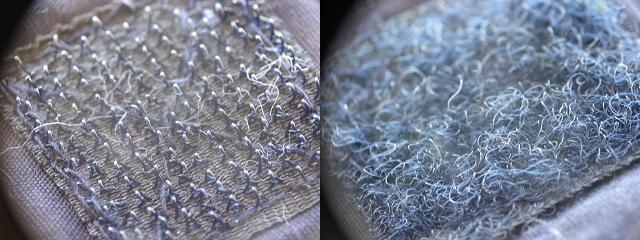

Текстильна застібка (загально відома як липучка) — застібка, яка діє за принципом реп'яха.
Оригінальна назва Velcro утворена від фр. velours («оксамит») + фр. crochet («гачок»). Інші назви: ворсиста блискавка, стрічка велкро (фр. Velcro), стрічка-контакт, реп'ях, мампапа.
Винайдена 1948 року швейцарським інженером Жоржем де Местралем на основі спостережень за реп'яхами лопуха. Є вдалим прикладом біоміметики.
Різновид застібки, що є парою текстильних стрічок, на одній з яких розміщені мікрогачки, на іншій — повсть. Під час дотику двох стрічок мікрогачки чіпляються за повсть і одна стрічка «прилипає» до іншої, за що застібка й отримала назву «липучки». Застібка широко застосовується у швейній та взуттєвій промисловості і для спецвиробів.
Velcro — зареєстрований товарний знак у багатьох країнах.

## Цікаві факти
На Міжнародній космічній станції липучка використовується для кріплення предметів до стін та, наприклад, настільних ігор.